# 圣马丁-德尔平波利亚尔
圣马丁-德尔平波利亚尔，是西班牙卡斯蒂利亚-莱昂阿维拉省的一个市镇。总面积46平方公里，总人口301人（2001年），人口密度7人/平方公里。